# KF Partizani Tirana
KF Partizani Tirana (albansk: Klubi i Futbollit Partizani Tirana) er en fodboldklub hjemmehørende i hovedstaden Tirana i Albanien.

## Titler
- Albanske mesterskaber (17)
- Albanske pokalturnering (15)

| Fodbold | Spire Denne artikel om en fodboldklub er en spire som bør udbygges. Du er velkommen til at hjælpe Wikipedia ved at udvide den. |